# Elig
Elig fou una marca valenciana de motocicletes fabricades a Elx, Baix Vinalopó, per F. Candelas entre 1953 i 1966.
Les motocicletes Elig, fabricades al número 39 del carrer Marquès d'Asprillas d'Elx, duien el conegut motor Hispano Villiers i estèticament eren molt reeixides.